# Chaka Khan

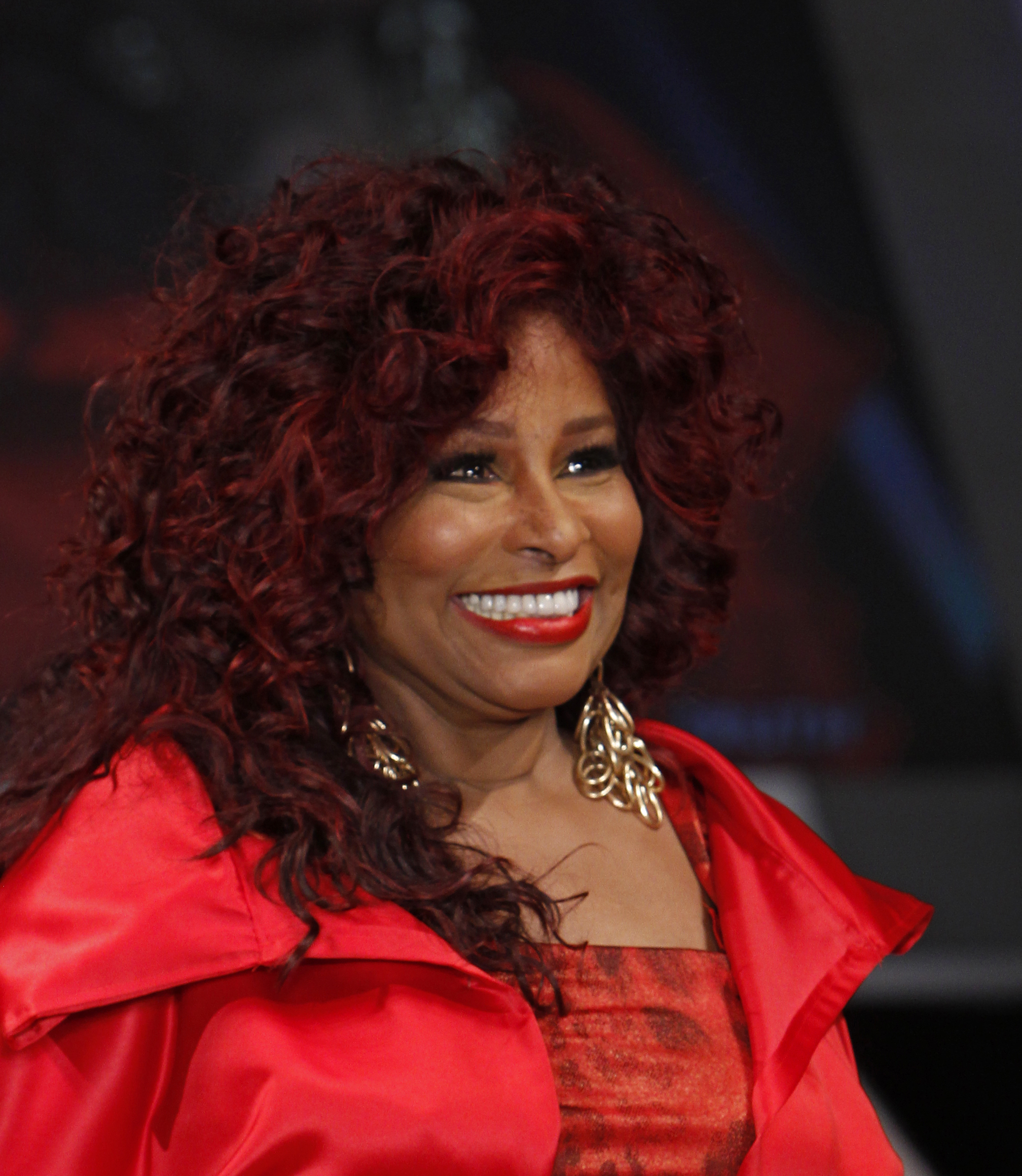
Chaka Khan (2012)

Chaka Khan (* 23. März 1953 als Yvette Marie Stevens in Chicago, Illinois) ist eine US-amerikanische Soul- bzw. Pop-Sängerin. Sie ist zehnfache Grammy-Preisträgerin.

## Biografie

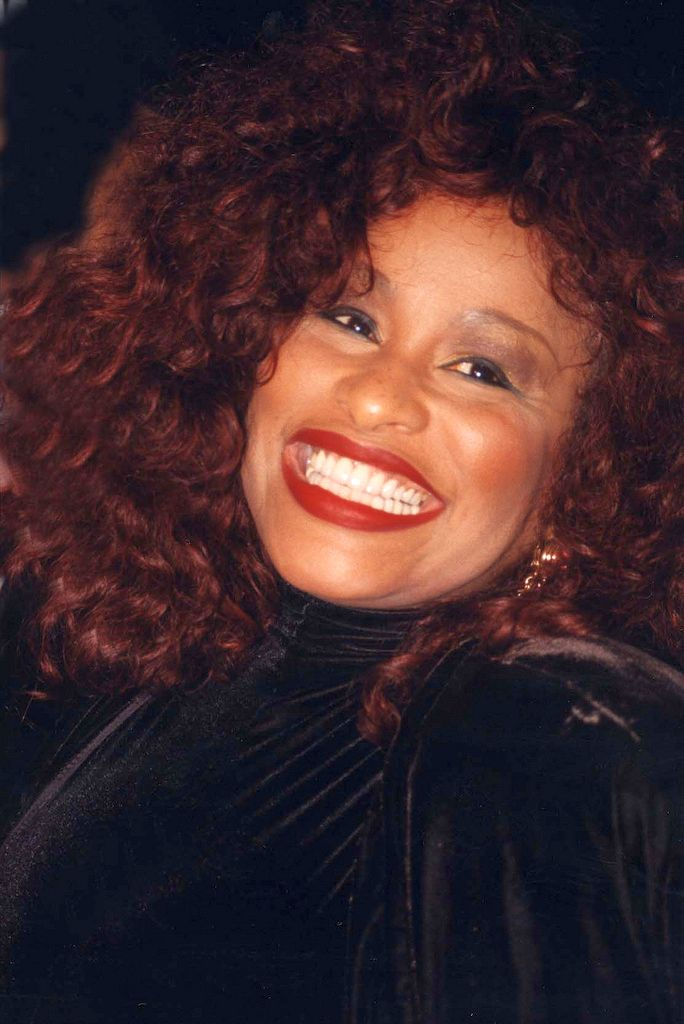
Chaka Khan (1997)

Ende der 1960er Jahre trat Stevens in Chicago der Black Panther Party bei. Im Alter von 13 Jahren erhielt sie von einem Yoruba Babalawo während einer Namensgebungszeremonie den Namen Chaka Adunne Aduffe Hodarhi KarifiIhren. Nach ihrer Heirat mit dem Bassisten Hassan Khan im Jahr 1970 wurde sie zu Chaka Khan. Mitte der 1970er Jahre begann sie ihre musikalische Karriere als Sängerin der Funkband Rufus und konnte mit der Hilfe Stevie Wonders und dem Titel Tell Me Something Good 1974 in den Pop- und Funkcharts Fuß fassen. Während der späten 1970er und frühen 1980er Jahre hatte die Band als Rufus featuring Chaka Khan eine Reihe von Hits, darunter Sweet Thing, Once You Get Started (1975), At Midnight (My Love Will Lift You Up) (1977), Do You Love What You Feel (1979) und Ain’t Nobody (1983). Auf dem 1977 erschienenen Album Don Juan’s Reckless Daughter von Joni Mitchell wirkte Chaka Khan ebenfalls als Sängern mit.
1978 veröffentlichte sie parallel zu ihrer Karriere mit Rufus auch ihr Solodebüt, das schlicht Chaka betitelt wurde und in den USA für 500.000 verkaufte Platten mit Gold ausgezeichnet wurde. Darauf ist ihr erster großer Hit ohne Rufus, I’m Every Woman, enthalten. Auch die 1981er LP What Cha’ Gonna Do for Me? erhielt eine Gold-Auszeichnung. 1984 feierte sie ihren größten Soloerfolg; das von Prince geschriebene und von Arif Mardin produzierte Funk-Stück I Feel for You war ein Millionenseller und erreichte in den USA Platz 3 in den Pop- und Platz 1 in den R&B-Charts. Gastmusiker bei diesem Song waren Stevie Wonder (Mundharmonika) und Melle Mel (Rap) von den Furious Five. Die dazugehörige gleichnamige LP verkaufte sich alleine in den USA über eine Million Mal und wurde mit Platin ausgezeichnet. Das Album Chaka Khan sowie das Lied I Feel for You brachten ihr 1983 und 1984 zweimal in Folge den Grammy Award for Best Female R&B Vocal Performance. Mit The Woman I Am bekam sie 1993 einen dritten Grammy in dieser Kategorie.
1994 und 1995 war Chaka Khan mit Joerg Reiter auf Europatournee und trat auch auf dem Montreux Jazz Festival auf. Lionel Hampton sang mit ihr auf seinem Album For the Love of Music (1995); den Standard Summertime interpretierte sie auf dem Joe-Henderson-Album Porgy and Bess. 2002 folgte ein Gastauftritt beim Song All Good der Hip-Hop-Band De La Soul. Ebenfalls 2002 wirkte sie im Dokumentarfilm Standing in the Shadows of Motown mit. Im Dezember 2004 erhielt sie den Ehrendoktortitel des Berklee College of Music. Ein Jahr später erhielt sie ihre erste Edelmetall-Auszeichnung nach rund 20 Jahren; die Kompilation Epiphany: The Best of Chaka Khan wurde für 500.000 Einheiten mit Gold ausgezeichnet.
2007 veröffentlichte sie das Album Funk This, das von Jimmy Jam und Terry Lewis sowie James „Big Jim“ Wright produziert wurde. Auf dem Album befinden sich neue und gecoverte Stücke, darunter auch Pack’d My Bags von Rufus und Sign o’ the Times von Prince sowie Kollaborationen mit Mary J. Blige und Michael McDonald. Im November 2009 startete Here Come the Girls, eine gemeinsame Tournee durch Großbritannien mit den Sängerinnen Anastacia und Lulu. Das Programm enthielt sowohl eigene Hits als auch Coverversionen. Bei der Fortsetzung ein Jahr später wurde Chaka Khan durch Heather Small, Leadsängerin der Band M People, ersetzt.
Anlässlich des Todes von Prince im April 2016 fand im Oktober in Saint Paul im Xcel Energy Center ein Tribute-Abend zu Ehren des Musikers statt, bei dem unter anderem auch Chaka Khan auftrat. Im Februar 2020 nahm sie als Miss Monster an der dritten Staffel der US-amerikanischen Version von The Masked Singer teil, in der sie als dritte von 18 Teilnehmern ausschied.

## Privatleben
Chaka Khan lebt überwiegend in Los Angeles und besaß daneben von 1985 bis 2015 ein Haus im Londoner Stadtteil West Hampstead.

## Diskografie
Studioalben

| Jahr | Titel Musiklabel Katalog-Nr.          | Höchstplatzierung, Gesamtwochen, AuszeichnungChartplatzierungen (Jahr, Titel, Musiklabel Katalog-Nr., Platzierungen, Wochen, Auszeichnungen, Anmerkungen) | Höchstplatzierung, Gesamtwochen, AuszeichnungChartplatzierungen (Jahr, Titel, Musiklabel Katalog-Nr., Platzierungen, Wochen, Auszeichnungen, Anmerkungen) | Höchstplatzierung, Gesamtwochen, AuszeichnungChartplatzierungen (Jahr, Titel, Musiklabel Katalog-Nr., Platzierungen, Wochen, Auszeichnungen, Anmerkungen) | Höchstplatzierung, Gesamtwochen, AuszeichnungChartplatzierungen (Jahr, Titel, Musiklabel Katalog-Nr., Platzierungen, Wochen, Auszeichnungen, Anmerkungen) | Höchstplatzierung, Gesamtwochen, AuszeichnungChartplatzierungen (Jahr, Titel, Musiklabel Katalog-Nr., Platzierungen, Wochen, Auszeichnungen, Anmerkungen) | Höchstplatzierung, Gesamtwochen, AuszeichnungChartplatzierungen (Jahr, Titel, Musiklabel Katalog-Nr., Platzierungen, Wochen, Auszeichnungen, Anmerkungen) | Anmerkungen |
| Jahr | Titel Musiklabel Katalog-Nr.          | DE | AT | CH | UK | US | R&B | Anmerkungen |
| ---- | ------------------------------------- | --- | --- | --- | --- | --- | --- | --- |
| 1973 | Rufus ABC 783                         | — | — | — | — | US175 Gold · (6 Wo.)US | R&B44 (10 Wo.)R&B | Erstveröffentlichung: Juni 1973 Rufus feat. Chaka Khan Produzent: Bob Monaco                                                      |
| 1974 | Rags to Rufus ABC 809                 | — | — | — | — | US4 Gold · (30 Wo.)US | R&B4 (37 Wo.)R&B | Erstveröffentlichung: Juni 1974 Rufus feat. Chaka Khan Produzenten: Bob Monaco, Rufus                                             |
| 1975 | Rufusized ABC 837                     | — | — | — | UK48 (2 Wo.)UK | US7 Gold · (24 Wo.)US | R&B2 (30 Wo.)R&B | Erstveröffentlichung: Dezember 1974 Rufus feat. Chaka Khan Produzent: Bob Monaco                                                  |
| 1975 | Rufus Featuring Chaka Khan ABC 909    | — | — | — | — | US7 Gold · (32 Wo.)US | R&B1 (31 Wo.)R&B | Erstveröffentlichung: November 1975 Rufus feat. Chaka Khan Produzenten: Rufus                                                     |
| 1977 | Ask Rufus ABC 975                     | — | — | — | — | US12 Platin · (25 Wo.)US | R&B1 (27 Wo.)R&B | Erstveröffentlichung: April 1977 Rufus feat. Chaka Khan Produzenten: Rufus                                                        |
| 1978 | Street Player ABC 1049                | — | — | — | — | US14 Gold · (26 Wo.)US | R&B1 (27 Wo.)R&B | Erstveröffentlichung: Januar 1978 mit Rufus Produzenten: Roy Halee, Rufus                                                         |
| 1978 | Chaka Warner 3245                     | — | — | — | — | US12 Gold · (21 Wo.)US | R&B2 (22 Wo.)R&B | Erstveröffentlichung: Oktober 1978 Produzent: Arif Mardin                                                                         |
| 1979 | Masterjam MCA 5103                    | — | — | — | — | US14 Gold · (26 Wo.)US | R&B1 (28 Wo.)R&B | Erstveröffentlichung: November 1979 mit Rufus Produzent: Quincy Jones                                                             |
| 1980 | Naughty Warner 3385                   | — | — | — | — | US43 (16 Wo.)US | R&B6 (23 Wo.)R&B | Erstveröffentlichung: Juni 1980 Produzent: Arif Mardin                                                                            |
| 1981 | Camouflage MCA 5270                   | — | — | — | — | US98 (14 Wo.)US | R&B15 (16 Wo.)R&B | Erstveröffentlichung: Oktober 1981 mit Rufus Produzenten: Rufus                                                                   |
| 1981 | What Cha’ Gonna Do for Me Warner 3526 | — | — | — | — | US17 Gold · (18 Wo.)US | R&B3 (23 Wo.)R&B | Erstveröffentlichung: April 1981 Produzent: Arif Mardin                                                                           |
| 1982 | Echoes of an Era Elektra 60021        | — | — | — | — | US105 (11 Wo.)US | — | Erstveröffentlichung: 1982 mit Joe Henderson, Chick Corea, Stanley Clarke, Lenny White und Freddie Hubbard Produzent: Lenny White |
| 1982 | Chaka Khan Warner 23729               | — | — | — | — | US52 (18 Wo.)US | R&B5 (24 Wo.)R&B | Erstveröffentlichung: Dezember 1982 Grammy (R&B Vocal Female) Produzent: Arif Mardin                                              |
| 1984 | I Feel for You Warner 25162           | DE17 (16 Wo.)DE | — | CH14 (11 Wo.)CH | UK15 Gold · (22 Wo.)UK | US14 Platin · (49 Wo.)US | R&B4 (47 Wo.)R&B | Erstveröffentlichung: Oktober 1984 Produzenten: Arif Mardin, Russ Titelman, David Foster                                          |
| 1986 | Destiny Warner 25425                  | DE50 (5 Wo.)DE | — | CH26 (3 Wo.)CH | UK77 (2 Wo.)UK | US67 (12 Wo.)US | R&B24 (17 Wo.)R&B | Erstveröffentlichung: August 1986 Produzenten: Arif Mardin, Russ Titelman                                                         |
| 1988 | C. K. Warner 25707                    | — | — | — | — | US125 (12 Wo.)US | R&B17 (28 Wo.)R&B | Erstveröffentlichung: Dezember 1988 Produzenten: Russ Titelman, Prince                                                            |
| 1992 | The Woman I Am Warner 26296           | — | — | — | — | US92 (9 Wo.)US | R&B9 (31 Wo.)R&B | Erstveröffentlichung: April 1992 Grammy (R&B Vocal Female) Produzenten: Marcus Miller, Ralf Zang, Arif Mardin                     |
| 1998 | Come 2 My House NPG 9281              | — | — | — | — | — | R&B49 (15 Wo.)R&B | Erstveröffentlichung: Oktober 1998 Produzenten: Chaka Khan, The Artist Formerly Known as Prince                                   |
| 2004 | Classikhan AGU 06076-87524-2          | — | — | — | — | US42 (5 Wo.)US | — | Erstveröffentlichung: Oktober 2004 feat. London Symphony Orchestra Produzenten: Chaka Khan, Eve Nelson                            |
| 2007 | Funk This Burgundy 88697 09022 2      | — | — | — | — | US15 (8 Wo.)US | R&B5 (35 Wo.)R&B | Erstveröffentlichung: Oktober 2007 Produzenten: James Wright, Jimmy Jam und Terry Lewis                                           |
| 2019 | Hello Happiness Diary, Island         | — | — | CH32 (2 Wo.)CH | UK18 (1 Wo.)UK | — | — | Erstveröffentlichung: 15. Februar 2019                                                                                            |

grau schraffiert: keine Chartdaten aus diesem Jahr verfügbar